# Antonello Salis
Antonello Salis (Villamar, 28 febbraio 1950) è un fisarmonicista, pianista e compositore italiano.
(Franco Fayenz, presentazione dell'album de I Cadmo Boomerang, 1977)

## Biografia
A sette anni il nonno gli regalò una fisarmonica giocattolo, che egli imparò a suonare da autodidatta, come in seguito anche il pianoforte e l'organo Hammond. Nel 1967, mentre faceva il cameriere in un ristorante di Portoscuso, iniziò a far parte di un gruppo costituitosi a Sestu denominato Black Strings e con il bassista-cantante del gruppo, il mulatto Antonio Lecis, in arte Tony Smith, formò subito dopo i Los Sardos rimanendo con questa band sino alla fine dell'anno, poco prima dell'ingresso ne i Nati Stanchi che si erano da poco trasferiti ad Alghero. Rimase con loro fino alla primavera del 1969, anno in cui accettò la proposta di suonare ne I Barrittas di Benito Urgu mentre si esibivano in Liguria. Questa esperienza si interruppe nel febbraio del 1970 perché Salis partì per il Servizio militare, terminato il quale si ricongiunse ai Barrittas per poi cessare definitivamente la collaborazione nell'autunno del 1971.Nel 1972 fu ingaggiato per un breve periodo da i Salis 'n Salis con cui si esibì in Svizzera e al festival romano di Villa Pamphili.
Dal 1968 si esibì anche con la fisarmonica in giro per la Sardegna nelle feste di paese.
Trasferitosi ad Alghero nel 1973, formò il gruppo musicale de I Cadmo insieme a Riccardo Lay (basso elettrico) e Mario Paliano (batteria), con i quali si spostò a Roma nel 1975 incidendo un primo 33 giri nello stesso anno (Boomerang) e un secondo nel 1977 ("Flying over Ortobene Mount on July Seventy-seven"). Sempre nel 1975 esordì come piano solo nel corso della rassegna capitolina di jazz, svoltasi a Castel Sant'Angelo a Roma, organizzata dal Music Inn. L'avventura con il gruppo de I Cadmo terminò nel 1982 e Antonello entrò in contatto con numerosi musicisti e in particolare con Lester Bowie e l'Art Ensemble of Chicago.
Nel 1978 Salis suona il piano da solista a Roma presso il cinema Adriano, in una serata dove si esibirono in duo Lester Bowie e Don Moye e da solo Roscoe Mitchell. Al gruppo de I Cadmo si erano aggiunti il sassofonista Sandro Satta e il trombonista Danilo Terenzi: divenuto un quintetto, mutò nome in G.R.A. Dal 1979 Salis suonò nel quartetto di Marcello Melis, esibendosi spesso al Music Inn di Roma.
Nel 1995 con Paolo Fresu e Furio Di Castri costituì il trio P.A.F. Nel 2010 fondò il gruppo Giornale di Bordo composto da Antonello Salis al pianoforte e alla fisarmonica, Gavino Murgia ai sax voce e flauti Paolo Angeli con la chitarra preparata, e il batterista afroamericano Hamid Drake. Una delle collaborazioni più longeve di Salis è quella con il chitarrista francese Gérard Pansanel con cui ha inciso sette album di cui uno dedicato a Fellini ed alla musica di Nino Rota con l’Orchestra Improvista. La collaborazione con i fisarmonicisti francesi Richard Galliano e Marcel Azzola insieme a Gianni Coscia produce il “Quartetto Nuovo” dedicato alla fisarmonica.
Salis ha collaborato e collabora tuttora con numerosissimi artisti di fama internazionale come Francis Kuipers, Massimo Urbani, Enrico Rava, Paolo Fresu, Fabrizio Bosso, Rita Marcotulli, Stefano Bollani, Evan Parker, Javier Girotto e gli Aires Tango, Anouar Brahem, Michel Portal, Don Cherry, Don Pullen, Billy Hart, Ed Blackwell, Billy Cobham, Horacio "El negro" Hernandez, Han Bennink, Naná Vasconcelos, Cecil Taylor, Pat Metheny e tanti altri. Ha inoltre collaborato con Pino Daniele, Ornella Vanoni, Teresa De Sio, Vinicio Capossela, Sergio Cammariere, Quintorigo e diversi altri artisti al di fuori dell’ambito strettamente jazzistico.
Musicista eclettico Salis, nel corso della sua carriera, si è confrontato in progetti di teatro (Remondi e Caporossi, Leo De Bernardinis), con Lucia Poli, Remo Remotti, Antonio Rezza e Ascanio Celestini. Si è esibito in rassegne e festival di cinema (Biennale di Venezia, Taormina Festival, Premio Solinas), performance di danza (con Roberta Escamilla Garrison, Teri Weikel). Con Gérard Pansanel ha firmato le musiche del film di Eric Romher “Racconto d’autunno”. Con Paolo Fresu firma la rivisitazione di “Non ti scordar di me” per le musiche del film “Centochiodi” di Ermanno Olmi.
Ha partecipato a numerosi festival nazionali ed internazionali tra i quali: Umbria Jazz, Roccella Jonica, Sant’Anna Arresi, Berchidda, Clusone, Ravenna, Parigi, Montreux , Nizza, Le Mans, Madrid, Mosca, Barcellona, Londra, Bath, Oslo, Stoccolma, New York, North Sea, Chicago, Montreal, Santiago del Cile, Tel Aviv, Rabat, Cartagine, Ankara, Vancouver, San Paolo del Brasile, Rio De Janeiro, Saint Louis del Senegal, Città del Messico, seguito da un tour che ha toccato le maggiori città messicane. Nel corso della sua lunga carriera ha ottenuto vari riconoscimenti a livello europeo ed internazionale: premio “Django d’or” 2005; il Premio alla Carriera  nell’ambito dello European Jazz Expo 2008; il premio Top Jazz 2008 come miglior strumentista dell’anno (tastiere) e, l’anno seguente “Stunt”, realizzato con Fabrizio Bosso, è stato eletto miglior disco.

## Discografia
- 1977 - Boomerang con I Cadmo (Vedette)
- 1979 - Flyng over Ortobene mount in july seventy-seven (Edizioni dell'Isola) con I Cadmo e Massimo Urbani
- 1980 - Orange Juice/Nice Food (Hat Hut Records)
- 1987 - Lester (Soul Note) con Naná Vasconcelos
- 1987 - Cinecittà (Blue Citron) con Gérard Pansanel
- 1988 - Salis! piano solo (Splasc(h))
- 1989 - Quelli che restano (Stile libero/Virgin)
- 1992 - Beatles Stories (Rue 52eme Est) con Gérard Pansanel
- 1995 - Live in Como (Splasc(h)) con Sandro Satta
- 1996 - Grandes Amigos (Equipe) con Javier Girotto, Michele Rabbia
- 1996 - Vignola Réunion Trio (JazzAround) con: Marcel Azzola, Richard Galliano
- 1997 - Sintesi (Via Veneto Jazz/RCA VICTOR) con: Meta Quartet
- 1998 - Live in Capodistria  (Splasc(h)) con: P.A.F.
- 1999 - Il viandante immaginario (EGEA) con Armando Corsi, Mario Arcari, Paolino Dalla Porta, Fulvio Maras
- 1999 - Totem - Live at the Vatican Radio (Splasc(h)) con: Riccardo Fassi
- 2001 - Live @ RadioTre  (Via Veneto Jazz) con Sandro Satta
- 2003 - Rinoceronti sul Limbara (Time in Jazz/NUN Entertainment) con Gianluca Petrella
- 2004 - Ma.Ri  (Auand) con Paolo Angeli
- 2004 - Morph (LABEL BLEU) con: P.A.F.
- 2005 - Vasconcelos - Salis - Consolmagno con Naná Vasconcelos, Antonio Salis e Peppe Consolmagno (Cajù Records)
- 2006 - Pianosolo (CAM Jazz)
- 2008 - Big Guns (Auand) con Gianluca Petrella, Bobby Previte
- 2008 - Omaggio all'Opera (L’Espresso) con: Furio Di Castri, Mauro Negri, Mauro Ottolini, Michele Rabbia, Elio
- 2008 - Keys and Skins (CAM Jazz) con Joey Baron
- 2009 - Stunt (Parco della Musica Records) con Fabrizio Bosso
- 2010 - Giornale di Bordo (Sardmusic) , con Paolo Angeli, Gavino Murgia e Hamid Drake
- 2012 - Remotti Salis (Edel), con Remo Remotti
- 2014 - Stunt - con  (Parco della Musica)

come Sideman
- 1984 - Calypso (OWL RECORDS) con: Gérard Pansanel
- 1986 - Pino Minafra - Colori (Splasc(h))
- 1991 - Voices (OWL RECORDS) con/with: Gérard Pansanel Quintet
- 1994 - Follow the Trace (Danny Rose/SONY MUSIC) con: Bohé Combo
- 1995 - Nino Rota…Fellini (Deux z) con: Orchestra Improvista
- 1995 - RICCARDO FASSI – TANKIO BAND PLAYS THE MUSIC OF FRANK ZAPPA (Splasc(H))  con: Tankio Band di Riccardo Fassi
- 1996 - ESPERANTO (Splasc(H)) con: Paolino Dalla Porta
- 1997 - ARGILLA (CGD/EASTWEST) con: Ornella Vanoni
- 1997 - MADRES (Via Veneto Jazz/RCA VICTOR) con: Aires Tango (Javier Girotto, Alessandro Gwiss, Marco Siniscalco, Michele Rabbia)
- 1998 - L’ORCHESTRA DEL TITANIC (Via Veneto Jazz/RCA VICTOR) con: Orchestra del Titanic di Stefano Bollani
- 1999 - METAMORFOSI (BMG France) con: Paolo Fresu
- 2000 - LITANIA SIBILANTE (ENJA RECORDS) con: Italian Instabile Orchestra
- 2000 - JENS THOMAS PLAYS ENNIO MORRICONE: YOU CAN’T KEEP A GOOD COWBOY DOWN (ACT MUSIC+VISION) con: Jens Thomas
- 2001 - IL CIELO DA QUAGGIU’ (Via Veneto Jazz) con: Orchestra del Titanic di Stefano Bollani
- 2002 - KIND OF PORGY AND BESS (BMG FRANCE) con: Paolo Fresu
- 2003 - IL CIRCO (EGEA) con: Raffaello Pareti
- 2005 - Kočani Orkestar - meets Paolo Fresu & Antonello Salis (live) Il Manifesto – Cd 143  CD (con Kočani Orkestar e Paolo Fresu)